# 요시자와촌
요시자와촌(吉沢村)은 니가타현 나카칸바라군에 설치되었던 촌이다. 1901년 11월 1일 요시자와촌 및 고센정, 오카와촌 등 3개 정·촌이 합병하여 고센정이 신설되고 폐지되었다.

## 연혁
- 1889년 4월 1일 - 정촌제 시행과 함께 나카칸바라군 요시자와촌이 성립하였다.
- 1901년 11월 1일 - 요지자와촌 및 나카칸바라군의 고센정, 오카와촌 등 3개 정·촌이 합병, 고센정이 신설되고 소멸하였다.